# Abarbarea
Abarbarea (in greco antico: Ἀβαρβαρέα?, Abarbarèā) è un personaggio della mitologia greca. Era una ninfa naiade.

## Mitologia
Si unì al troiano Bucolione, il figlio primogenito di Priamo,  e da lui ebbe i due gemelli Pedaso ed Esepo.
Dopo aver cresciuto i due figli, diventò una delle tre progenitrici degli abitanti di Tiro, assieme a Calliroe e Drosera.
Il lessicografo Esichio di Alessandria, dal canto suo, menziona una classe di ninfe che prendono il suo nome, le cosiddette "Abarbareai" o "Abarbalaiai".

## Pareri secondari
- Secondo Giovanni Tzetzes, dall'unione di Bucolione e Abarbarea nacque anche Euforbo, presentato invece dalla maggior parte dei mitografi come figlio di Pantoo e di Frontide.